# Sempra Energy
Sempra Energy  es una compañía de gas natural de Estados Unidos,  que tiene como base San Diego, California. Está organizada en dos marcas: Sempra Utilidades, que incluye Pacific Enterprises/Southern California Gas Company California  y  San Diego Gas & Eletrics; y Sempra Global, una compañía para los negocios que no están bajo las regulaciones de California, principalmente Sempra Internacional y Sempra US Gas & Power.
Para 2014, Sempra Energy reportó $11 mil millones en ingresos y 17 mil empleados, sirviendo a más de 32 millones de clientes en todo el mundo. Es la gasista natural más grande en los Estados Unidos en términos de área de cobertura y población a la que provee, por lo tanto, es una fuerza importante en los mercados internacionales de gas natural.

## Historia
Sempra Energy surgió en 1998 de la fusión de la compañía líder Southern California Gas y Enova Corportation, la compañía que dio origen a San Diego Gas & Electric.
Durante la crisis eléctrica de California en 2001, Sempra tuvo reclamaciones sobre los suministros de gas natural y contratos de electricidad. En 2006 la compañía accedió a pagar  alrededor de $377 millones para resolver reclamaciones de suministro de gas, y en 2010 otros $410 millones para resolver reclamaciones por el precio de la electricidad, pero nunca ha admitido irregularidades.
Sempra International, una filial de Sempra Energy posee casi 80% de la compañía peruana Luz del Sur.  Luz del Sur (BVL: LUSURC1) es uno de los distribuidores de electricidad más grandes en Perú, teniendo un poco más de 30% del mercado de distribución de la electricidad del país.[cita requerida]

## Premios y reconocimientos
En 2013, estuvo en la posición 281 en la lista de compañías de Fortune 500 y ocupó el 16.º lugar de las utilidades de gas y electricidad.
Sempra Energy fue nombrada en 2013 en lista de los “100 Mejores Ciudadanos Corporativos” por la Revista de Responsabilidad Corporativa por su excelencia en siete categorías que incluyen: administración medioambiental, cambio climático, derechos humanos, relaciones de empleado, rendimiento financiero, filantropía y gobierno corporativo. Sempra subió hasta el 27.º sitio después de conseguir un rango de 70.º en 2012.
También ganó un sitio en 2013 en Ethisphere donde enlistan las mejores compañías éticas del mundo; lista de liderazgo que promueven prácticas empresariales éticas e iniciativas. Fue una de las cuatro compañías reconocidas en su industria.
En 2012, fue nombrada como uno de los mejores sitios para trabajar para la igualdad LGBT. También se le reconoció como una de las mejores compañías para trabajar según la Campaña de Derechos humanos. Como la organización de derechos civiles más grande, la Campaña de Derechos humanos representa una fuerza de más de un millón de miembros y seguidores de manera internaciona para conseguir igualdad para lesbianas, gay, bisexuales y gente transgénero.[cita requerida]

## Filiales
- San Diego Gas & Electric.
- California del sur Compañía Gasista.[8][9]
- Sempra International. Que comprende América del Sur y Sempra México.[3]
- Sempra EE. UU. Gas & Power. Que incluye Sempra Renewables y Sempra Gas Natural.[3]

## Filiales anteriores
Las filiales siguientes han sido reformadas a Sempra International y Sempra EE. UU. Gas & Power:
- Sempra Generation. Opera o posee interés en estaciones de poder en 5 estados de EE. UU. y en México, así como propiedad para potencial solar y viento generación eléctrica.[10]
- Sempra Almacenamiento & de tuberías - posee instalaciones de almacenamiento gasistas naturales en Alabama y Luisiana e intereses en dos compañías gasistas naturales en Argentina, en Chilquinta Energía de Chile, y en Luz del Sur de Perú. Lo También posee 1858 millas de tuberías de distribución, 216 millas de tuberías de transmisión, y 2 estaciones de compresor en México.[10]
- Sempra LNG - Desarrolla, posee y opera terminales de recibo para importadores liquified gas natural a los EE. UU., incluyendo el Energía Costa Azul LNG LNG terminal en Baja California y el Cameron LNG terminal en Hackberry, Luisiana.[10]
- Sempra Mercancías - Sempra la participación en una sociedad formó el 1 de abril de 2008 a mercado y comerciar gas natural, líquidos gasistas naturales, poder, petroleum y petroleum productos, carbón, emisiones, etanol y metales de base.[10] El banco real de Grupo de Escocia vendió su participación en RBS Sempra Mercancías LLC a Gas de América Noble y Poder, como condición de la 74% participación del Gobierno de Reino Unido en el Grupo el 1 de diciembre de 2010.[11]